# Christiane F.
A Christiane F. 1981-ben bemutatott életrajzi dráma Uli Edel rendezésében. A főszerepben Natja Brunckhorst látható, a főbb mellékszerepeket pedig Thomas Haustein és Christiane Lechle alakítja, de David Bowie is feltűnik a filmben. A film költségvetése 4 000 000 márka volt.

## Cselekmény
Christiane egy nagyon fiatal lány, aki a testvérével és az anyjával lakik Berlin egyik lakótelepén. Egy átlagos lány, átlagos vágyakkal. Christiane az egyik este elmegy egy diszkóba, és innentől fogva gyökeres fordulatot vesz az élete. A klubban kap egy bogyót, ezzel a drogosok útjára lép. Ezután állandó vendéggé válik a szórakozóhelyen, megismerkedik egy fiúval, Detlef-el, aki megtetszik neki. A fiú azonban a heroint választja, ezért Christiane is kipróbálja a szert, de eleinte csak szippantja. Ezután összejön Detlef-el, aki a drog beszerzése érdekében áruba bocsátotta a testét. Mindenféle férfival elmegy, de azt mondja, hogy nem fekszik le velük, csak kézzel és szájjal dolgozik rajtuk. Christiane-t is beszippantja ez a világ, ő is prostituált lesz. Aztán Christiane úgy belövi magát, hogy az anyja ájultan talál rá. Ezután ő és Detlef eldönti, hogy leszokik a drogról, nagy szenvedésen mennek keresztül, de túlélik. Boldogan térnek vissza az utcára, és mindenkinek elújságolják, hogy végre leszoktak. És mivel most már tudják, hogy hogyan kell, eldöntik, hogy szereznek egy kis anyagot maguknak, úgyse szoknak vissza. De még mélyebbre süllyednek, mint előtte.

## Szereplők
| Szerep           | Színész           | Magyar hang    |
| ---------------- | ----------------- | -------------- |
| Christiane       | Natja Brunckhorst | Bálint Sugárka |
| Detlev           | Thomas Haustein   | Simonyi Balázs |
| Christiane anyja | Christiane Lechle |                |
| Puppi            | Peggy Bussieck    |                |
| Rolf             | Lothar Chamski    |                |
| Klaus            | Uwe Diderich      |                |
| Bernd            | Jan Georg Effler  |                |